# Jack Kilby
Jack St. Clair Kilby (Jefferson City, EUA, 1923 - Dallas, 2005) fou un enginyer guardonat amb el Premi Nobel de Física l'any 2000 pels seus treballs sobre el circuit integrat.
Va realitzar el primer circuit integrat mentre treballava a Texas Instruments (TI) el 1958.
Kilby també va ser el co-inventor de la calculadora de mà i de la impressora tèrmica, de les quals tenia les patents. També tenia patents d'altres set invents.

## Biografia
Jack Kilby va néixer el 1923 a Jefferson City, Missouri, fill d'Hubert i Vina Freitag Kilby. Tots dos pares tenien títols de llicenciat en ciències de la Universitat d'Illinois. El seu pare era gerent d'una empresa de serveis públics local. Kilby va créixer i va anar a l'escola a Great Bend, Kansas, graduant-se a la Great Bend High School. Avui, els senyals de trànsit a les entrades de la ciutat commemoren el seu pas allà, i l'àrea dels comuns de l'escola secundària Great Bend s'ha anomenat The Jack Kilby Commons Area.
Sense obtenir la puntuació necessària per a entrar a l'Institut Tecnològic de Massachusetts, va estudiar enginyeria a la Universitat d'Illinois, on es llicencià el 1947, i posteriorment l'any 1950 va realitzar un màster a la Universitat de Wisconsin, mentre treballava a Centralab, una divisió de la corporació Globe-Union a Milwaukee.
Kilby es morí el 20 de juny de 2005 a la seva residència de Dallas, ciutat situada a l'estat de Texas, a conseqüència d'un càncer.

## Carrera
Kilby va ser vital per a la invenció del circuit integrat. A mitjans de 1958, com a enginyer recentment contractat a Texas Instruments (TI), encara no tenia dret a unes vacances d'estiu. Kilby va passar l'estiu treballant en el problema del disseny de circuits que s'anomenava comunament la tirania dels números, i finalment va arribar a la conclusió que la fabricació massiva de components de circuits en una sola peça de material semiconductor podria proporcionar una solució. El 12 de setembre, va presentar les seves conclusions a la direcció de l'empresa, que incloïa Mark Shepherd. Els va mostrar un tros de germani amb un oscil·loscopi connectat, va prémer un interruptor i l'oscil·loscopi va mostrar una ona sinusoïdal contínua, demostrant que el seu circuit integrat funcionava i, per tant, havia resolt el problema. La patent dels EUA 3.138.743 per a Circuits electrònics miniaturitzats, el primer circuit integrat, es va presentar el 6 de febrer de 1959. Va destacar per tenir diferents components (transistors, díodes, resistències, condensadors, etc.) en un sol substrat.  Juntament amb Robert Noyce (que va fer de manera independent un circuit similar uns mesos més tard), Kilby és generalment acreditat com a co-inventor del circuit integrat.
Jack Kilby va ser pioner en aplicacions militars, industrials i comercials de la tecnologia de microxips. Va dirigir equips que van crear el primer sistema militar i el primer ordinador que incorporava circuits integrats. Va inventar la calculadora de mà (juntament amb Jerry Merryman i James Van Tassel).
El 1970, va agafar una excedència de TI per treballar com a inventor independent. Va explorar, entre altres temes, l'ús de la tecnologia del silici per generar energia elèctrica a partir de la llum solar. De 1978 a 1984 va ocupar el càrrec de professor distingit d'enginyeria elèctrica a la Texas A&M University.
El 1983, Kilby es va retirar de Texas Instruments.

## Llegat
Va morir de càncer el 20 de juny de 2005 a l'edat de 81 anys, a Dallas, Texas.
El 14 de desembre de 2005, Texas Instruments va crear els Historic TI Archives. La família Jack Kilby va donar els seus manuscrits personals i la seva col·lecció de fotografies personals a la Southern Methodist University (SMU). La col·lecció serà catalogada i emmagatzemada a la Biblioteca DeGolyer, SMU.
El 2008, l'Escola d'Enginyeria de la SMU, amb la Biblioteca DeGolyer i la Biblioteca del Congrés, va acollir durant un any la celebració del 50è aniversari del naixement de l'era digital amb la invenció del circuit integrat de Kilby, guanyadora del Premi Nobel. Els simposis i les exposicions van examinar les moltes maneres en què la tecnologia i els enginyers van donar forma al món modern. Kilby va tenir un doctorat honoris causa en ciències per la SMU i va ser associat durant molt de temps de SMU a través de la Kilby Foundation.

## Recerca científica
Va iniciar la seva recerca l'any 1947 en el desenvolupament de circuits de base ceràmica i matriu per als artefactes electrònics. El 1958, entrà a treballar en la companyia d'electrònica Texas Instruments i inicià la seu treball al voltant dels semiconductors, cosa que el va portar a construir un circuit en una peça de germani, desenvolupant així el circuit integrat, patentat per Texas Instruments en 6 de febrer de 1959 de conegut popularment amb el nom de xip. La investigació de Kilby va conduir a la producció dels microprocessadors i va crear els fonaments conceptuals i tècnics per a tot el camp de la microelectrònica. Aproximadament, al mateix temps, Robert Noyce va fer desenvolupar el mateix descobriment en l'empresa Fairchild Semiconductor.

## Premis i honors
El 1993, va ser guardonat amb el Premi Kyoto de la Fundació Inamori. Va ser guardonat amb el premi Washington, administrat per la Western Society of Engineers i el premi Eta Kappa Nu Vladimir Karapetoff el 1999.
L'any 2000, fou guardonat amb la meitat del Premi Nobel de Física pel desenvolupament del circuit integrat, premi compartit amb els físics Jorés Alfiórov i Herbert Kroemer.
| « | En aquell moment, vaig creure que el microprocessador seria important, però no podia imaginar de quina forma creixeria la indústria electrònica a causa d'aquest. | » |

En el seu discurs d'acceptació va oferir la seva visió personal de la indústria i la seva història.
El 6 de febrer del 1959, aconseguí la patent del circuit integrat, i enregistrà al llarg de la seva vida més de 60 patents, entre aquestes la de la calculadora portàtil.
Una estàtua de Jack Kilby es troba al Texas Instruments Plaza al campus de la Universitat de Texas a Dallas.
L'Institute of Electrical and Electronics Engineers (IEEE) ha fet un reconeixement als èxits destacats de Kilby, inclosa l'elecció a IEEE Fellow el 1966, el IEEE David Sarnoff Award el 1966, co-receptor del primer IEEE Cledo Brunetti Award. el 1978, la Medalla del Centenari de l'IEEE el 1984 i la Medalla d'Honor de l'IEEE el 1986. Va ser co-receptor de la medalla Stuart Ballantine de l’Institut Franklin el 1966. El 1982 i el 1989, va rebre la medalla Holley de la Societat Americana d'Enginyers Mecànics (ASME). Va ser elegit membre de l’Acadèmia Nacional d'Enginyeria (NAE) el 1967 i va rebre el premi Vladimir K. Zworykin de l'Acadèmia el 1975. Kilby va rebre el Golden Plate Award de l’American Academy of Achievement el 1970 i va ser co-receptor del primer premi Charles Stark Draper de la NAE el 1989 La Fundació Kilby Award es va fundar l'any 1980 en el seu honor, i el 1995 es va crear la medalla de processament del senyal IEEE Jack S. Kilby. Va ser elegit membre de la American Philosophical Society el 2001.
Kilby va rebre el premi Stibitz-Wilson de l’American Computer &amp; Robotics Museum el 1997.
Kilby també ha rebut els honors més prestigiosos dels Estats Units en ciència i enginyeria: la Medalla Nacional de la Ciència el 1969 i la National Medal of Technology el 1990. El 1982, va ser inclòs al National Inventors Hall of Fame.
Kilby va rebre nou doctorats honoris causa d'universitats com la Southern Methodist University, la Universitat de Miami, la Universitat d'Illinois, la Universitat de Wisconsin–Madison, la Texas A&M University, Yale i l'Institut Tecnològic de Rochester. La Universitat Nacional de Chiao Tung (NCTU) de Taiwan va atorgar a Kilby un certificat de professor honorari el 1998.
Els Kilby Labs, el laboratori d'investigació de TI per a la fabricació de silici i el disseny de circuits integrats, porta el seu nom.
El Jack Kilby Computer Center al campus de Merchiston de la Universitat Napier d'Edimburg a Edimburg també rep el seu nom.

## Patents de Kilby
- Plug-in Circuit Units a l'USPTO (anglès) documentada desembre 1953, i juny 1959, assignada a Globe-Union, Inc.
- Semiconductor Structure Fabrication a l'USPTO (anglès), documentada Maig 1959, emesa gener 1963
- Miniature Semiconductor Integrated Circuit a l'USPTO (anglès), documentada Maig 1959, emesa desembre 1963
- Miniature Semiconductor Network Diode and Gate a l'USPTO (anglès), documentada Maig 1959, emesa juny 1964
- Miniaturized Electronic Circuits a l'USPTO (anglès), documentada 6 de febrer de 1959, emesa Juny 1964
- Miniaturized Self-contained Circuit Modules a l'USPTO (anglès), documentada Maig 1959, emesa juny 1964
- Semiconductor Structure Fabrication a l'USPTO (anglès), documentada Maig 1959, emesa abril 1969
- Thermal Printer a l'USPTO (anglès), documentada octubre 1965, emesa febrer 1970
- Miniature Electronic Calculator a l'USPTO (anglès), documentació original setembre 1967, emesa juny 1974